# Welket Bunguê
Welket Bunguê (Xitole, Bafatá Régió, Bissau-Guinea, 1988. február 7. –) bissau-guineai-portugál színész aki Németországban él.

## Élete
Az apja Paulo Tambá Bungué († 2002) erdőmérnök és költő, az anya Segunda N’cabna a guineai nemzetőrségnél volt. Három évesen Bunguê testvérével, apjával és új feleségével Portugáliába költözött.
2005-től szakmai színészképzést végzett a lisszaboni Escola Superior de Teatro e Cinema (ESTC) főiskolán és a Rio de Janeirói Állami Egyetemen.

## Filmjei

### Mint színész
- 2007: Caravelas e Naus (TV)
- 2009: Equador (TV, többrészes)
- 2009: Sobre Vivência (rövidfilm)
- 2009: Morangos com Açúcar (televíziós sorozat)
- 2009: Makamba Hotel (televíziós sorozat)
- 2010: Meu Amor (televíziós sorozat)
- 2010: Sangue de Família (rövidfilm)
- 2010: Eterno Erro (rövidfilm)
- 2011: A Chamada (rövidfilm)
- 2011: O Céu (rövidfilm)
- 2011: Sisyfos’ Dance (rövidfilm)
- 2011: Mutter (rövidfilm)
- 2011: 360 º (rövidfilm)
- 2011: 5 Para a Meia Noite (televíziós sorozat)
- 2012: Louco Amor (televíziós sorozat)
- 2012: Doida por Ti (televíziós sorozat)
- 2012: Soulleimane (rövidfilm)
- 2013: Quarta Divisão
- 2013: O Sol Nasce Sempre do Mesmo Lado
- 2013: Alma (rövidfilm)
- 2013: Tejo Mar (rövidfilm)
- 2014: Os Filhos do Rock (televíziós sorozat)
- 2014: Bicho (rövidfilm)
- 2014: Isa (rövidfilm)
- 2015: O Leão da Estrela
- 2015: Sopro, Uivo e Assobio (rövidfilm)
- 2015: Buôn (rövidfilm)
- 2016: Briefe aus dem Krieg (Cartas da Guerra)
- 2016: O Leão da Estrela: A Série (TV, többrészes)
- 2016: Bastien (rövidfilm)
- 2017: Corpo Elétrico
- 2017: Joaquim
- 2017: A Ilha dos Cães
- 2017: Woodgreen (rövidfilm)
- 2017: Novo Mundo (televíziós sorozat)
- 2017: Mensagem (rövidfilm)
- 2017–2018: País Irmão (televíziós sorozat)
- 2018: Aginal (rövidfilm)
- 2018: Vã Alma (TV, többrészes)
- 2018: Yellow Country (rövidfilm)
- 2019: E Nada Fizemos (rövidfilm)
- 2019: Arriaga (rövidfilm)
- 2019: Pedro
- 2020: Past. Present. Future. (rövidfilm)
- 2020: Berlin Alexanderplatz

### Mint filmkészítők
- 2016: Bastien (rövidfilm)
- 2017: Woodgreen (rövidfilm)
- 2017: Mensagem (rövidfilm)
- 2018: Aginal (rövidfilm)
- 2018: Vã Alma (TV, többrészes)
- 2019: E Nada Fizemos (rövidfilm)
- 2019: Arriaga (rövidfilm)

## Fordítás
- Ez a szócikk részben vagy egészben  a   Welket Bungué című német Wikipédia-szócikk fordításán alapul.  Az eredeti cikk szerkesztőit annak laptörténete sorolja fel. Ez a jelzés csupán a megfogalmazás eredetét és a szerzői jogokat jelzi, nem szolgál a cikkben szereplő információk forrásmegjelöléseként.